# Selvstændig Offentlig Virksomhed
Eine Selvstændig offentlig virksomhed (SOV, deutsch selbstständige öffentliche Gesellschaft) ist in Dänemark eine juristische Person, die einen bestimmten Teil der staatlichen Verwaltung besitzt und über unabhängige Einkünfte und Vermögenswerte verfügt. Beispiele für selbstständige öffentliche dänische Unternehmen sind Naviair, Energinet.dk, Finansiel Stabilitet und Danske Statsbaner.
Die SOV ist ein Hybrid zwischen einem Unternehmen und einer Behörde. Das bedeutet, dass sich eine SOV im Spannungsfeld zwischen privatem und öffentlichem Recht befindet. Daher unterliegt eine SOV sowohl den gesellschaftsrechtlichen Vorschriften als auch den öffentlich-rechtlichen Vorschriften, soweit sie behördliche Funktionen wahrnimmt.